# Adolf Pucher
Adolf Pucher (Graz, 26 de janeiro de 1902 — Graz, 8 de agosto de 1968) foi um engenheiro civil austríaco. Especialista em concreto armado, foi professor da Universidade Técnica de Viena.
Pucher estudou na Universidade Técnica de Graz e após completar o curso trabalhou a partir de 1927 como engenheiro em uma firma de engenharia em Graz. Em 1929 retornou para a Universidade Técnica de Graz como Professor Assistente na recém fundada cátedra de concreto armado. Em 1932 obteve lá um doutorado com uma tese sobre o cálculo de cascas com dupla curvatura, que teve bastante repercussão na época. Obteve a habilitação na Universidade Técnica de Berlim, com Franz Dischinger, onde em seguida lecionou. Em 1941 foi professor da Universidade Técnica de Viena.
Em 1965 recebeu a Medalha Wilhelm Exner.

## Obras
- Lehrbuch des Stahlbetonbaus. Springer Verlag, 1949.
- Einflussfelder elastischer Platten, 1951.